# ديف شولتز
ديف شولتز (بالإنجليزية: Dave Schultz) هو مصارع رياضي أمريكي، ولد في 6 يونيو 1959 في بالو ألتو في الولايات المتحدة، وتوفي في 26 يناير 1996 في مقاطعة ديلاوير في الولايات المتحدة بسبب إصابة بعيار ناري.

## وصلات خارجية
- ديف شولتز على موقع قاعدة بيانات المصارعة الدولية (الإنجليزية)
- ديف شولتز على موقع أوليمبيديا (الإنجليزية)